# STOP YOUR STEP
『STOP YOUR STEP』（ストップ・ユア・ステップ）は、矢沢永吉27作目のスタジオ・アルバム。2000年9月27日発売。

## 収録曲
| 全作詞: 加藤ひさし（※作詞: M-5.8.9,ちあき哲也）、全作曲: 矢沢永吉。 |                                               |                                            |            |      |
| #                                                                   | タイトル                                      | 作詞                                       | 作曲・編曲 | 時間 |
| 1.                                                                  | 「THE TRUTH」                                 | 加藤ひさし （※作詞: M-5.8.9, ちあき哲也 ） | 矢沢永吉   | 4:24 |
| 2.                                                                  | 「リナ」                                      | 加藤ひさし （※作詞: M-5.8.9, ちあき哲也 ） | 矢沢永吉   | 4:39 |
| 3.                                                                  | 「ラヴ・ファイター」                          | 加藤ひさし （※作詞: M-5.8.9, ちあき哲也 ） | 矢沢永吉   | 4:12 |
| 4.                                                                  | 「Brother!」(「THE TRUTH」のカップリング曲。) | 加藤ひさし （※作詞: M-5.8.9, ちあき哲也 ） | 矢沢永吉   | 4:00 |
| 5.                                                                  | 「向日葵」(※)                                 | 加藤ひさし （※作詞: M-5.8.9, ちあき哲也 ） | 矢沢永吉   | 4:00 |
| 6.                                                                  | 「愛のいたみ〜LOVE HURTS〜」                  | 加藤ひさし （※作詞: M-5.8.9, ちあき哲也 ） | 矢沢永吉   | 4:31 |
| 7.                                                                  | 「ハートなんてクソくらえ」                    | 加藤ひさし （※作詞: M-5.8.9, ちあき哲也 ） | 矢沢永吉   | 4:46 |
| 8.                                                                  | 「パナマに口紅」(※)                           | 加藤ひさし （※作詞: M-5.8.9, ちあき哲也 ） | 矢沢永吉   | 4:53 |
| 9.                                                                  | 「#9おまえに」(※)                             | 加藤ひさし （※作詞: M-5.8.9, ちあき哲也 ） | 矢沢永吉   | 3:42 |
| 10.                                                                 | 「ロンサムシティ」                            | 加藤ひさし （※作詞: M-5.8.9, ちあき哲也 ） | 矢沢永吉   | 4:00 |
| 合計時間:                                                           | 合計時間:                                     | 43:07                                      |            |      |